# Buysdorp
Buysdorp is een plaats in de Zuid-Afrikaanse provincie Limpopo, gemeente (municipality) Makhado.

## Geschiedenis
Buysdorp is vernoemd naar de Kaapse trekboer, rebel en avonturier Coenraad de Buys, die zich hier rond het jaar 1820 met zijn entourage van kleurlingen vestigde. De familie van Buys sloot in de jaren 1830 een bondgenootschap met de Voortrekkers en traden in dienst als gids, tolk en krijger. Tijdens de Boerenoorlogen steunden ze de Boeren tegen de Britten, omdat het Brits bestuur hun bevoorrechte positie tegenover inheemsen niet erkenden. In 1888 kregen ze als beloning voor hun diensten 11.000 hectare land toegewezen door president Paul Kruger.
Tijdens de Tweede Boerenoorlog dienden ze als agterryers en werden 158 familieleden door de Britten opgesloten in het concentratiekamp van Pietersburg.
De afstammelingen van Buys wonen nog altijd in Buysdorp, een kleine agrarische gemeenschap met een winkel, een school, een begraafplaats en een kerk.